# Желко Ражнатович
Жѐлко Ражна̀тович (на сръбски: Жељко Ражнатовић/ Željko Ražnatović), с псевдоним А̀ркан (на сръбски: Arkan), е известен сръбски командир на паравоенното формирование „Тигри“ (на сръбски: Tigrovi), бизнесмен-патриот, любител на футбола, обвиняван за редица военни престъпления в Хърватия и Босна и Херцеговина.

## Биография
Роден е на 17 април 1952 г. в Брежице, Словения, където служел баща му Велко Ражнатович, тогава офицер от Югославската народна армия. Бащата се отнасял към Желко и 3-те му по-големи сестри строго, като към подчинените си. Баща му се издига до звание полковник и става политкомисар във военновъздушните сили на СФРЮ, а по-късно за известно време е министър на транспорта и комуникациите, след което е пенсиониран.

### Детство
Деветгодишен Желко Ражнатович бяга за пръв път от вкъщи и прекарва месец и половина в Международния младежки лагер в Дубровник, но изпраща картичка на сестра си и баща му го открива. За пръв път Желко яде бой от баща си, след като се хванали на „ядец“: за да накара баща си да вземе от него нещо, без да се усети, Желко купува вестник, връща се вкъщи и казва на баща си, че Тито бил умрял. Баща му грабва вестника и тогава Желко му казва „ядец“ Още като ученик в основното училище Желко Ражнатович проявява склонност към престъпления: през 1966 г. в един белградски парк открадва чантата на една жена.
Първият прякор на Желко Ражнатович бил Хибрид, по името на някакъв магьосник от един негов любим комикс. Родителите на Желко се развеждат и затова той живее известно време с майка си и една от сестрите си.
В Белград Желко джебчийства по улиците и разбива будки. Затова баща му го изпраща да завърши осми клас в поправителен дом за малолетни престъпници в Нови Сад. След това, въпреки че имал желание да стане пилот, Желко бил записан във Военноморската школа в Котор. Оттам успява да се промъкне нелегално на някакъв кораб и да отиде до Триест. Баща му обаче отново го връща.
Въпреки опитите на баща му да го възпитава, като често го бие и го държи за краката надолу с главата през прозореца, Желко обикаля с четирима свои връстници цяла Югославия и набира опит в разбиването на каси, кражбата на накити и произведения на изкуството, които по-късно продава. Накрая групата му е заловена в Загреб и Желко лежи три и половина години в затворите във Валево и Пожаревац.

### В чужбина
Желко Ражнатович напуска Югославия през 1972 г. и 11 г. не се завръща. Според някои вестници бащата на Желко помолил своя приятел Стане Доланц да помогне синът му да бъде вкаран в пътя. Предполага се, че за трите и половина години затвор Желко бил обучен да извършва специални задачи за държавата, между които и обири на банки.
Желко Ражнатович първо заминава за Лондон, а след това отива в Италия. На 1 февруари 1974 г. в Милано извършва въоръжен обир с убийство в ресторант „Кико“ заедно с Божидар Вуличевич с прякори Коко и Чора, и Александър Марич. Последните двама са заловени от полицията, понеже се връщат на местопрестъплението без маски, но биват разпознати.
Няколко месеца по-късно Желко Ражнатович започва обири на банки в Швеция: на 19 април 1974 г. пред GT Bank в Гьотеборг насилствено отнема от куриер 9000 крони; на 17 май 1974 г. обира клон на същата банка, а четири месеца по-късно, на 6 септември 1974 г. – още една банка. На 17 октомври 1974 г. открадва 80 000 крони от една стокхолмска банка.
За една година успява да стане престъпник, търсен в Италия, Холандия, Германия, Белгия, Великобритания и Швеция. Няколко пъти полицията успява да го залови, но нито една присъда не излежава докрай, защото винаги успява да избяга.
На 28 декември 1974 г., след въоръжено нападение в една банка в Брюксел, Белгия, Желко Ражнатович бива арестуван. През 1975 г. е осъден на 12 години затвор, но след четири години, на 4 юли 1979 г. успява да избяга през шестметровата стена на затвора.
На 21 септември 1979 г. от една съдебна зала в Стокхолм Желко измъква Карло Фабиани, известен като Джовани ди Стефано, като ранява четирима полицаи. След въоръжен обир на бижутерни магазини на 22 октомври 1979 г. в Хага и на 24 октомври 1979 г. в Амстердам Желко Ражнатович бива заловен и на 7 май 1980 г. осъден на 7 години затвор. На 8 май 1981 г. избягва от амстердамския затвор.
На 5 юни 1981 г. Желко Ражнатович бива арестуван във Франкфурт, Германия, след като извършва въоръжен грабеж, при който е ранен. На 9 юни 1981 г. избягва от болницата, където е настанен за лечение.
През януари 1982 г. Интерпол пуска нова обява за издирването му по искане на немските власти. На 15 февруари 1983 г. е арестуван в Базел, Швейцария при рутинна проверка и бива затворен в специалния затвор за терористи в Торберг, откъдето избягва на 27 април 1983 г., заедно с един съучастник. За да избяга от този затвор, Желко Ражнатович прескача първо стена, висока 4 метра, а след това ограда от бодлива тел, висока 7 метра, облечен с десет пуловера, за да не се нарани.

### След завръщането
След бягството си от швейцарския затвор, Желко Ражнатович се връща в Югославия. Установява се в Свети Стефан в Черна Гора и става собственик на казино. Там се запознава с Наталия Мартинович, която е завършила испанска филология. Женят се и заминават на сватбено пътешествие до Акапулко. След завръщането си купуват къща близо до стадион „Цървена звезда“ в Белград. После става охранител в белградската дискотека „Амадеус“.
В периода от 1983 до 1986 г. според данни от Интерпол Желко Ражнатович не е активен. На 19 март 1986 г. бива арестуван в Белград заради сбиване и нанасяне на телесна повреда. През 1991 г. Германия информира Интерпол за съмнения, че Желко Ражнатович може да извърши атентати срещу министрите на външните работи на Германия, Италия и Франция. През август 1992 г. лондонският офис на Интерпол обявява, че Желко Ражнатович е станал сръбски командир, използва военен псевдоним „Аркан“ и че средствата за масова информация в Сърбия го представят като герой от гражданската война в Босна и Херцеговина.

### Войната
В началото на войната (края на ноември 1990 г.) в Хърватска Желко Ражнатович е арестуван в Двор на Уна с обвинение, че помага на разбунтувалите се сърби с терористични актове. Бива осъден на двадесет месеца затвор, обаче е пуснат след пет месеца и заминава за Белград. В тази и до днес чудна случка участват Желко Ражнатович, Душан Бандич от Белград, Душан Чарич от Двор на Уна и Зоран Стеванович от подземните структури на Белград.
Тази компания пътува от Книн към Белград с джипа на Аркан, но през село Двор на Уна, което не е по път за тяхната дестинация. В това населено място те обикалят, изглеждайки, че умишлено желаят да бъдат забелязани. В крайна сметка патрул на Хърватската полиция ги спира за проверка. В джипа има голямо количество оръжие – пистолети, гранати и автомати „Heckler und Koch“ MP-5K, които са забранени за цивилна употреба. Един от спътниците на Аркан се опитва да извади оръжие, но Желко Ражнатович го спира и се предава на полицията.
В края на април 1991 г. Хърватският съд освобождава осъдените. За Аркан идва частен самолет от Белград и той се завръща като герой. По-късно Йосип Боликовац, тогавашен министър на вътрешните работи на Хърватия, твърди, че освобождаването на Аркан е договорка между Радмил Богданович, тогавашен министър на вътрешните работи на Сърбия, и Йосип Манолич, тогавашен министър-председател на Хърватия (24.08.1990 – 17.07.1991) на основа на договорка между Милошевич и Франьо Туджман, които се срещат няколко пъти в онзи период, както се твърди, че някой е платил допълнително 1 милион марки. На 11 октомври 1990 г. се връща в Хърватия и основава сръбското паравоенно формирование „Сръбска доброволческа гвардия“, станала известна по-късно под името „Тигри“ (Tigrovi).
Това паравоенно формирование извършва в Хърватска и Босна и Херцеговина множество военни акции, заради които Хърватия го обявява за издирване по подозрение за извършване на геноцид, а в списъка на Интерпол Желко Ражнатович се оказва сред десетте най-издирвани престъпници. На 31 март 1999 г. Международният наказателен трибунал за бивша Югославия в Хага, официално повдига подготвяно още от 1997 г. срещу него обвинение за военни престъпления.

## Политика
Желко Ражнатович влиза в политиката по време на изборите в края на 1992 г., когато като лидер на група граждани от Косово печели пет мандата в сръбската Скупщина. Преди извънредните избори през 1993 г. основава Партия на сръбското единство, като се застъпва за демокрация от американски тип. Партията на Аркан обаче не успява да влезе в парламента. Въпреки националистическите си изказвания в началото на войната, Аркан е противник на Воислав Шешел.
Макар и лидер на извънпарламентарна партия, Аркан няколко години поддържа добри отношения с властите. Това може да се види и от списъка на присъстващите на сватбата му през 1995 г. с известната и в България турбо фолк звезда Светлана 'Цеца' Величкович (която след смъртта му изпява песента „Пиле“ в негова чест), част от които са от ръководството на управляващата партия на Слободан Милошевич.
До политическата криза в Съюзна република Югославия през 1996 г. Аркан може да се смята за проправителствено ориентиран. Но при избухване на студентските демонстрации той защитава студентите. Също така поддържа Биляна Плавшич в Република Сръбска и Мило Джуканович в Черна Гора.
През 1998 г. се отказва от политиката и се отдава на бизнеса, като е смятан за най-богатия сърбин, притежаващ 500 милиона долара. Тези твърдения биват отхвърлени от самия Аркан. На практика обаче много от фирмите, които притежава, не са на негово име, а клуб „Обилич“, който се знае, че е негов, не можел да бъде записан на негово име, понеже по закон спортните клубове не можели да бъдат частна собственост.

### „От другата страна на закона“
Според Глас явности Архив на оригинала от 2005-01-29 в Wayback Machine. от 15 февруари 2000 г. Желко Ражнатович казва:
| „ | Миналото ми е бурно и авантюристично! Открито говоря за това, нямам какво да крия, но все пак се срамувам от този период в своя живот. Да, бях от онази страна на закона, но на никого не бих го пожелал. Иска ми се да бях като всички останали... | “ |

## Убийство
Желко Ражнатович Аркан бива убит на 15 януари 2000 г. във фоайето на белградския хотел „Интерконтинентал“, където се намирало седалището му.
По повод убийството на Аркан се правят различни догадки, като има 2 основни: че е убит заради разчистване на мафиотски сметки или че убийството му е политически мотивирано: „Ако трябва метафорично да се изобрази това страшно десетилетие за Сърбия, никой по-добре не би го илюстрирал от Аркан. Само оставаше да умре, за да стане легенда“ (сп. „НИН“, 20 януари 2000 г.).